# Рауниг, Бранка
Бранка Рауниг (босн. Branka Raunig; 1 января 1935, Сараево — 13 июня 2008, Бихач) — боснийский археолог, исследовательница доисторической эпохи и музейный куратор.

## Ранние годы
Бранка Рауниг родилась в Сараево 1 января 1935 года. Первые годы её жизни прошли в Кралево. С 1954 по 1958 год она изучала археологию на философском факультете Белградского университета. Одним из её преподавателей был археолог Бранко Гавела.

## Карьера

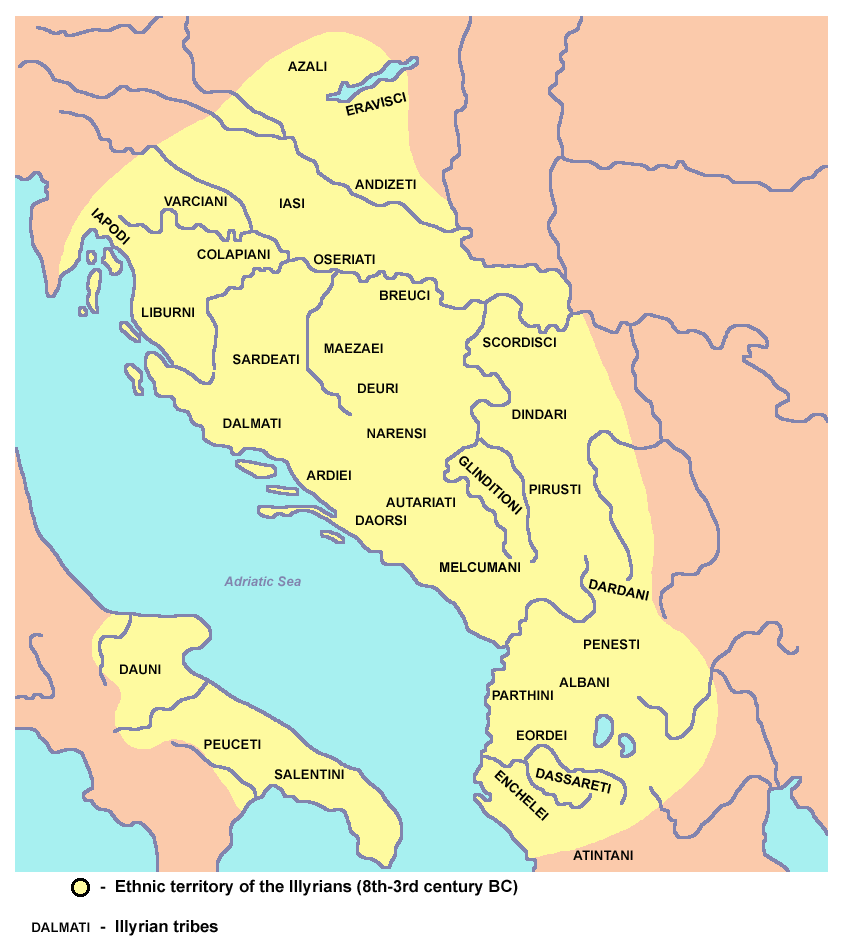
Иллирийские племена, в том числе и яподы

После окончания университета Рауниг вернулась в Боснию и Герцеговину, где работала в музее Пунье в Бихаче. Именно там, имея дело с археологическим материалом, относящимся к племени яподов, Рауниг заинтересовалась этим древним индоевропейским народом, изучению которого она посвятила всю свою последующую научную карьеру. В 1963 году Рауниг перебралась на работу в Музей региона Джяково, где продолжила изучать историю яподов, сосредоточившись на районе Пунье. На основе археологических материалов из этого региона она написала магистерскую диссертацию, которую защитила в 1971 году. С 1987 года до своего выхода на пенсию в 1998 году Рауниг занимала должность директора музея Пунье. В 1992 году она защитила докторскую диссертацию по теме искусства и религии племени яподов.

## Раскопки

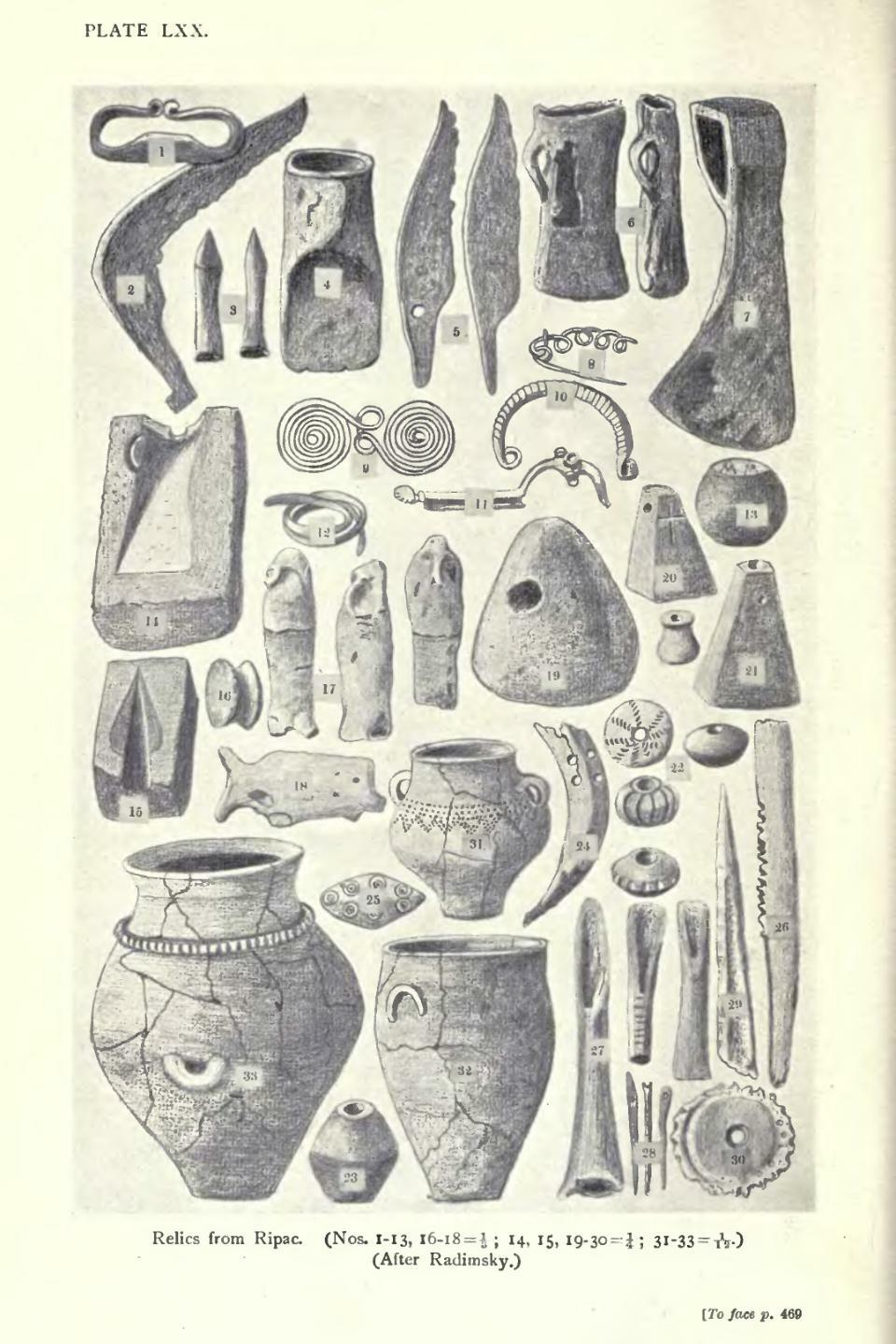
Археологические находки из Рипце

За время своей научной карьеры Рауниг участвовала в раскопках и писала по их результатам работы. К изученным ею археологическим объектам в регионе относились среди прочего: Црквина-Голубич, Врандук, Под, Градина и Сойеничко, а также участок недалеко от Градишки. Рауниг исследовала захоронения в Джяково и сыграла важную роль в доказательстве наличия там римского поселения. Она также руководила раскопками, в ходе которых там была обнаружена мечеть. Рауниг интересовалась многими аспектами материальной культуры, так она провела исследование керамики, обнаруженной в Крчане и относящейся к латенской культуре. Она также исследовала доисторическое оружие, найденное в этом регионе. Несмотря на то, что основной интерес Рауниг касался боснийских доисторических времён, она также изучала и средневековые памятники.

## Смерть
Раунич скончалась от пневмонии в Бихаче 13 июня 2008 года.